# Hammett (Idaho)
Hammett ist ein gemeindefreier Ort (unincorporated community) im Elmore County im US-Bundesstaat Idaho.

## Lage
Hammett liegt am Nordufer des Snake River etwa 14 Kilometer stromabwärts von Glenns Ferry und etwa 30 Kilometer südöstlich des Country Seat Mountain Home auf einer Höhe von 773 Meter.
Nördlich des Ortes führt die Interstate 84 vorbei, die in diesem Abschnitt streckengleich mit dem U.S. Highway 26 und dem U.S. Highway 30 ist.

## Geschichte
Bei Hammett teilte sich der historische Oregon Trail, über den in der Mitte des 19. Jahrhunderts Siedler aus dem Osten und der Mitte der USA nach Oregon zogen. Ein Teil der Siedler zog weiter den Snake River entlang, ein anderer Teil nahm den Landweg ungefähr entlang der heutigen I-84 über die heutigen Städte Mountain Home und Boise nach Fort Boise, wo sie wieder auf den Fluss trafen.  